# هيساكو موري
هيساكو موري (باليابانية: 森久子؛ بالكانا: もり ひさこ) هي لاعبة كرة الريشة يابانية، ولدت في 4 مايو 1964 في كاناغاوا في اليابان.

## وصلات خارجية
- هيساكو موري على موقع BWF.tournamentsoftware.com (الإنجليزية)
- هيساكو موري على موقع BWFbadminton.com (الإنجليزية)
- هيساكو موري على موقع أوليمبيديا (الإنجليزية)